# Hem Sogn (Mariagerfjord Kommune)
 For alternative betydninger, se Hem Sogn. (Se også artikler, som begynder med Hem Sogn)
Hem Sogn er et sogn i Hobro-Mariager Provsti (Århus Stift).
I 1800-tallet var Sem Sogn anneks til Hem Sogn. Begge sogne hørte til Onsild Herred i Randers Amt. Hem-Sem sognekommune blev ved kommunalreformen i 1970 indlemmet i Mariager Kommune, som ved strukturreformen i 2007 indgik i Mariagerfjord Kommune.
I Hem Sogn ligger Hem Kirke.
I sognet findes følgende autoriserede stednavne:
- Hem (bebyggelse, ejerlav)* Hem Skov (areal)
- Henningbakke (areal)
- Kjellerup Skov (areal)
- Kvottrup (bebyggelse, ejerlav)
- Kærbybro (bebyggelse)
- Skrødstrup (bebyggelse, ejerlav)
- Skrødstrup Skov (areal)
- Sølehøj (areal)

Forfatter, skoleinspektør og jæger Søren Vase var født i landsbyen Hem.